# Domani (Mia Martini)
Domani è una raccolta di Mia Martini realizzata da Edel nel 2010.

## Il disco
Il disco contiene alcuni brani live tratti da programmi radiofonici e televisivi, alcuni dei quali mai pubblicati.
I brani sono recuperati dagli archivi Rai, dall'esecuzione di “Breve amore” di Alberto Sordi (tratta da “L'orchestra racconta” del 1974 ed incisa anche da Mina), al medley ripreso dallo special “Mia” del 1975 (composto da “When I fall in love“, “Desafinado” ed una particolare versione di “Hit the road jack“ di Ray Charles). Presente anche un duetto con la sorella Loredana Bertè, “Te possino dà tante cortellate” del 1977.
Il titolo prende spunto dall'omonima canzone estratta dall'album È proprio come vivere, inciso per Dischi Ricordi nel 1974.

## Tracce
1. Inno
2. Domani
3. Canto alla luna
4. Luna bianca
5. Medley: Mi ritorni in mente - E tu come stai?
6. Breve amore
7. Io e te
8. Quando finisce un amore
9. Piccolo uomo
10. Minuetto
11. Gli uomini non cambiano
12. Te possino dà tante coltellate (duetto con Loredana Bertè)
13. Medley: When I fall in love - Desafinado - Hit the road, Jack
14. Statte vicino a me
15. Buonanotte dolce notte
16. Dedicato